# 小笠原臣也
小笠原 臣也（おがさわら しんや、1935年2月17日 - ）は、日本の政治家、自治官僚。元広島県呉市長（3期）。

## 略歴
広島県出身。1957年中央大学法学部卒業後、自治省に入省。鳥取県、鹿児島県と本省勤務を交互に経た後、愛媛県松山市助役（1975年 - 1981年）。1981年から自治省管理課長、選挙課長、選挙部長を歴任。1987年9月から1993年7月まで広島県副知事を務める。1993年11月から呉市長を3期務め、大和ミュージアム、平成の大合併に携わる。2005年11月6日に行われた市長選挙で新人の小村和年に敗れ落選。
2006年8月24日、2005年の7・8月の間に、市の採用試験で不正採用を行ったとして逮捕された。その後の裁判の結果、2006年12月15日に、懲役1年6月、執行猶予3年の有罪判決を受けた。

## 著書
- 小笠原臣也『戦艦「大和」の博物館 大和ミュージアム誕生の全記録』芙蓉書房出版、2007年5月。ISBN 978-4829504000。
- 小笠原臣也 著、広島大学文書館編 編『私の人生公路 小笠原臣也回顧録』現代史料出版、2012年9月。ISBN 978-4877852764。